# Diocesi di Maroua-Mokolo
La diocesi di Maroua-Mokolo (in latino: Dioecesis Maruana-Mokolensis) è una sede della Chiesa cattolica in Camerun suffraganea dell'arcidiocesi di Garoua. Nel 2021 contava 95.325 battezzati su 2.102.990 abitanti. È retta dal vescovo Bruno Ateba Edo, S.A.C.

## Territorio
La diocesi comprende i dipartimenti di Diamaré, Mayo-Tsanaga e Mayo-Sava nella regione dell'Estremo Nord in Camerun.
Sede vescovile è la città di Maroua, dove si trova la cattedrale di Nostra Signora dell'Assunzione.
Il territorio è suddiviso in 51 parrocchie.

## Storia
La prefettura apostolica di Maroua-Mokolo fu eretta l'11 marzo 1968 con la bolla Quamquam Ecclesiarum di papa Paolo VI, ricavandone il territorio dalla diocesi di Garoua (oggi arcidiocesi).
Il 29 gennaio 1973 la prefettura apostolica è stata elevata a diocesi con la bolla Qui Sanctissimi dello stesso papa Paolo VI. Originariamente era suffraganea dell'arcidiocesi di Yaoundé.
Il 18 marzo 1982 è entrata a far parte della provincia ecclesiastica dell'arcidiocesi di Garoua.

## Cronotassi dei vescovi
Si omettono i periodi di sede vacante non superiori ai 2 anni o non storicamente accertati.
- Jacques Joseph François de Bernon, O.M.I. † (11 marzo 1968 - 22 settembre 1994 deceduto)
- Philippe Albert Joseph Stevens, P.F.E. † (11 novembre 1994 - 5 aprile 2014 ritirato)
- Bruno Ateba Edo, S.A.C., dal 5 aprile 2014

## Statistiche
La diocesi nel 2021 su una popolazione di 2.102.990 persone contava 95.325 battezzati, corrispondenti al 4,5% del totale.
| anno | popolazione | popolazione | popolazione | presbiteri | presbiteri | presbiteri | presbiteri                | diaconi | religiosi | religiosi | parrocchie |
| anno | battezzati  | totale      | %           | numero     | secolari   | regolari   | battezzati per presbitero | diaconi | uomini    | donne     | parrocchie |
| ---- | ----------- | ----------- | ----------- | ---------- | ---------- | ---------- | ------------------------- | ------- | --------- | --------- | ---------- |
| 1970 | 2.225       | 540.000     | 0,4         | 36         | 7          | 29         | 61                        |         | 38        | 45        |            |
| 1980 | 4.824       | 797.635     | 0,6         | 34         | 12         | 22         | 141                       | 4       | 28        | 51        | 30         |
| 1990 | 14.590      | 916.000     | 1,6         | 46         | 18         | 28         | 317                       | 3       | 37        | 91        | 33         |
| 1999 | 28.784      | 1.400.000   | 2,1         | 47         | 26         | 21         | 612                       | 3       | 38        | 108       | 32         |
| 2000 | 32.952      | 1.300.000   | 2,5         | 48         | 8          | 40         | 686                       | 3       | 64        | 107       | 37         |
| 2001 | 35.905      | 1.300.000   | 2,8         | 58         | 26         | 32         | 619                       | 3       | 60        | 107       | 37         |
| 2002 | 37.355      | 1.424.355   | 2,6         | 60         | 28         | 32         | 622                       | 3       | 57        | 122       | 38         |
| 2003 | 39.948      | 1.474.355   | 2,7         | 59         | 30         | 29         | 677                       | 3       | 51        | 117       | 39         |
| 2004 | 43.420      | 1.510.000   | 2,9         | 52         | 22         | 30         | 835                       | 3       | 58        | 125       | 39         |
| 2013 | 72.990      | 1.874.000   | 3,9         | 73         | 51         | 22         | 999                       | 10      | 34        | 105       | 43         |
| 2016 | 83.782      | 1.986.657   | 4,2         | 59         | 38         | 21         | 1.420                     | 15      | 30        | 68        | 42         |
| 2019 | 90.700      | 2.000.500   | 4,5         | 66         | 41         | 25         | 1.374                     | 14      | 33        | 72        | 46         |
| 2021 | 95.325      | 2.102.990   | 4,5         | 85         | 58         | 27         | 1.121                     | 15      | 41        | 92        | 51         |